# Minerva Airlines
Minerva Airlines war eine italienische Fluggesellschaft mit Sitz in Catanzaro.

## Geschichte
Minerva Airlines wurde im Dezember des Jahres 1995 in Kalabrien von der Mancuso-Gruppe gegründet. Das Unternehmen visierte eine Betriebsaufnahme mit Maschinen des Typs Dornier 328-110 an und so platzierte man zwei Bestellungen, die im August des darauffolgenden Jahres ausgeliefert wurden. Den Flugbetrieb am 1. September 1996 mit Flügen im Bedarfsluftverkehr und Urlaubsgeschäft von Mailand aus aufnehmend, führte Minerva Airlines wenig später auch eigene Linienverbindungen ein. So zählte das nach Neapel, Triest, Bari und Palermo operierende Unternehmen in den vier Monaten seines Betriebs gegen Ende 1996 rund 23.500 Passagiere.
Im Jahr 1997 erhielt Minerva Airlines zwei weitere Dornier 328-110. Gleichzeitig legte die Fluggesellschaft den Grundstein für die sodann folgende Zusammenarbeit mit Alitalia, indem sie für Letztgenannte erste Ersatzflüge durchführte. Die Partnerschaft wurde ein Jahr später ausgeweitet; ab 1998 operierte Minerva Airlines für Alitalia respektive Alitalia Express im Voll-Franchise auf 19 inneritalienischen Verbindungen. Zu diesem Zeitpunkt konnte das Unternehmen auf eine Flotte von sieben Dornier 328-110 bei rund 320.000 Passagieren zurückblicken. Nachdem am 25. Februar 1999 eine Maschine der Minerva Airlines bei der Landung in Genua verunfallte und vier Menschen bei diesem Zwischenfall getötet wurden, sanken die Passagierzahlen auf 213.000 beförderte Personen.
Minerva Airlines hat ihren Betrieb im Oktober 2003 eingestellt, nachdem sie von einem Gericht für insolvent erklärt wurde. Gegen Teile der Unternehmensführung wurden Ermittlungen wegen Insolvenzstraftaten eingeleitet. Eine geplante Wiederaufnahme des Flugbetriebs konnte nie realisiert werden.

## Flugziele
Minerva Airlines führte vornehmlich inneritalienische Regional- und Zubringerflüge im Franchise für Alitalia und Alitalia Express durch. Die Farbgebung der Maschinen, ihre Kabinenausstattung, die Bordverpflegung sowie die Uniformen der Flugbegleiter wurden an die der Alitalia angepasst.

## Flotte

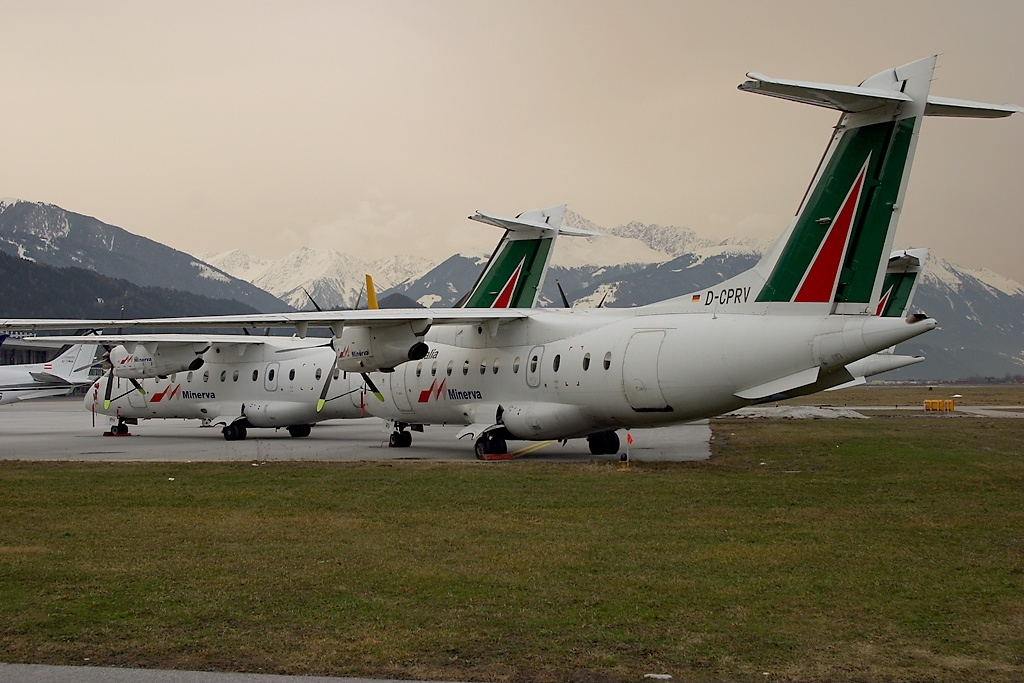
Ehemalige Dornier 328-110 der Minerva Airlines nach der Betriebseinstellung auf dem Flughafen Innsbruck, Februar 2004. Die Maschinen warten auf ihre Indienststellung bei der Air Alps.

Im Jahr 2001 setzte sich die Flotte der Minerva Airlines aus den nachstehenden acht Maschinen zusammen:
| Flugzeugtyp     | Anzahl | Luftfahrzeugkennzeichen | Sitzplätze (Economy) | Anmerkungen                                                                             |
| --------------- | ------ | ----------------------- | -------------------- | --------------------------------------------------------------------------------------- |
| Dornier 328-110 | 8      | D-CPRP                  | 32                   | gemietet von Deutsche Structured Finance Aircraft Leasing; in Alitalia-Express-Bemalung |
| Dornier 328-110 | 8      | D-CPRS                  | 32                   | gemietet von Millennium Leasing; in Alitalia-Express-Bemalung                           |
| Dornier 328-110 | 8      | D-CPRT                  | 32                   | gemietet von Millennium Leasing; in Alitalia-Express-Bemalung                           |
| Dornier 328-110 | 8      | D-CPRU                  | 32                   | gemietet von Millennium Leasing; in Alitalia-Express-Bemalung                           |
| Dornier 328-110 | 8      | D-CPRV                  | 32                   | gemietet von Millennium Leasing; in Alitalia-Express-Bemalung                           |
| Dornier 328-110 | 8      | D-CPRW                  | 32                   | gemietet von Millennium Leasing; in Alitalia-Express-Bemalung                           |
| Dornier 328-110 | 8      | D-CPRX                  | 32                   | gemietet von Millennium Leasing; in Alitalia-Express-Bemalung                           |
| Dornier 328-110 | 8      | D-CPRY                  | 32                   | gemietet von Millennium Leasing; in Alitalia-Express-Bemalung                           |

## Zwischenfälle

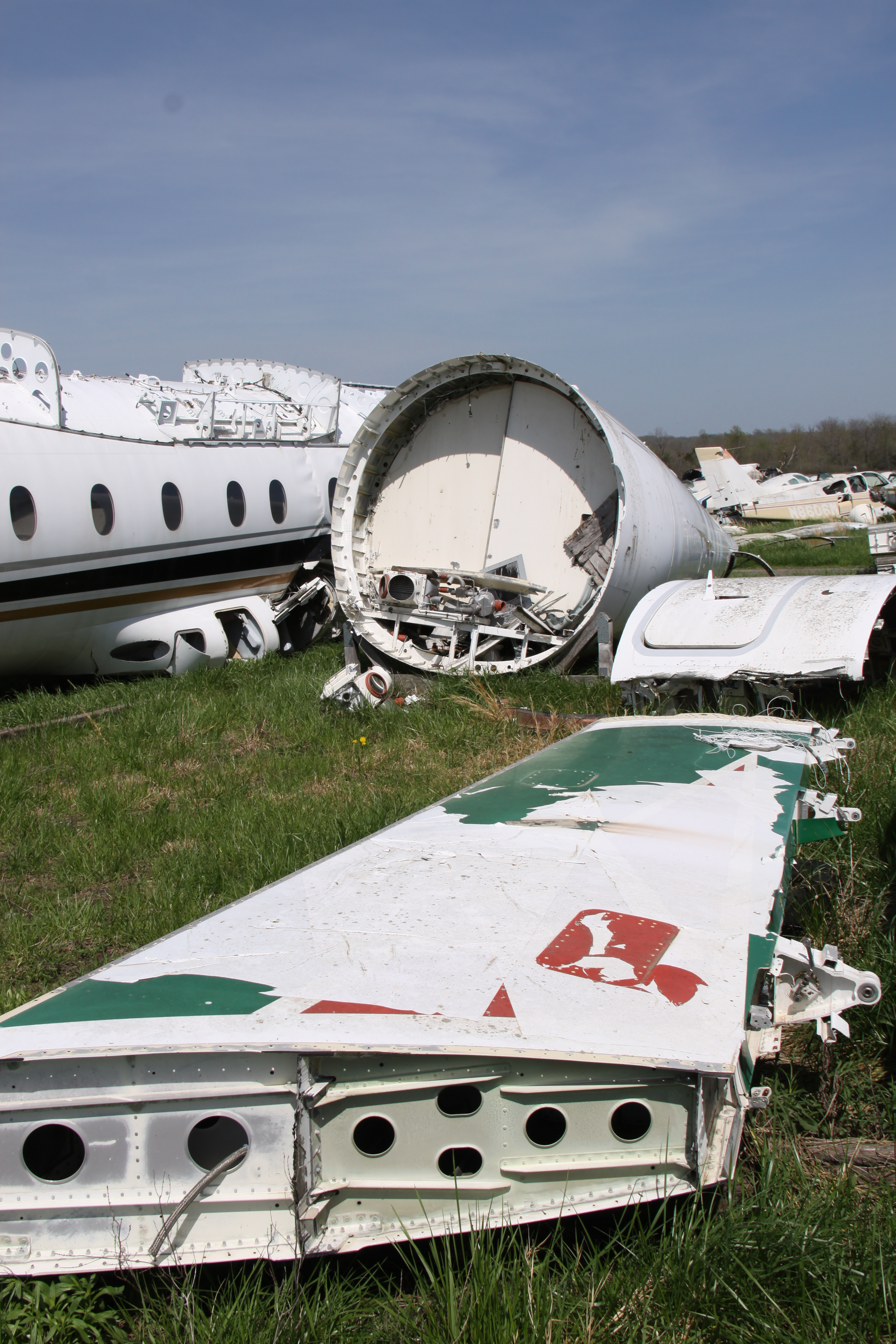
Teile der am 25. Februar 1999 verunfallten D-CPRR nach dem Abwracken auf einem Flugzeugfriedhof in den USA

- Am 25. Februar 1999 verunfallte eine von Minerva Airlines betriebene Dornier 328-110 (Luftfahrzeugkennzeichen D-CPRR) auf dem Alitalia-Flug 1553 bei der Landung auf dem Flughafen von Genua. Die aus Caligari kommende Maschine setzte sehr spät und mit Rückenwind auf, schoss nach links schlingernd über das Ende der Landebahn 29 hinaus und versank nach der Kollision mit einer 1,5 Meter hohen Mauer in dem hinter der Bahn liegenden Ligurischen Meer. Das Bugfahrwerk der Maschine war bei der Kollision mit der Mauer zusammengebrochen und hatte das Innere des Fahrwerksschachts beschädigt, sodass hierdurch Wasser eindringen konnte. Von den 31 Insassen, 27 Passagiere und 4 Besatzungsmitglieder, überlebten nur 27 Personen; zwei Passagiere und eine Flugbegleiterin ertranken in dem mit Wasser volllaufenden Wrack, ein dritter Passagier erlag später im Krankenhaus seinen Verletzungen. Darüber hinaus wurden 21 Personen verletzt. Der einzige während der Evakuierung verwendete Notausgang war von Marco Sulis, einem 15-jährigen Leistungsschwimmer, geöffnet worden, der sich als Teil einer achtköpfigen Jugendgruppe an Bord auf dem Weg zu den italienischen Schwimm-Juniorenmeisterschaften befand und sich mit den Sicherheitsinstruktionen vertraut gemacht hatte. Der Unfall ist bis heute, Stand März 2020, der einzige Flugzeugverlust einer Dornier 328, bei dem Todesopfer zu beklagen sind. Sulis erhielt für sein Handeln – ebenso wie die verstorbene Flugbegleiterin Alessandra Bugliolo posthum – die Medaglia d’oro al valor civile, die höchste Auszeichnung der Italienischen Republik für Zivilcourage (siehe auch Alitalia-Flug 1553).[6][7][8][2]